# Трансйорданія (регіон)
Трансйорданія або Зайордання — історичний регіон Близького сходу між Йорданською западиною на заході і Сирійською пустелею на сході. На півночі межує з підніжжям гори Гермон, на півдні з Акабською затокою. Ширина від 110 до 30 кілометрів, довжина понад 400 кілометрів, площа близько 28 тисяч квадратних кілометрів. Станом на початок XXI ст. Трансйорданія належить кільком країнам — Сирії (Башан) близько 10 тисяч квадратних кілометрів, Йорданії — 17 тисяч квадратних кілометрів, складаючи власне оброблювану та заселену частину країни, 1,2 тисячі кілометрів (Голанські висоти) контролює Ізраїль.

## Географія
Основна частина Трансйорданії зайнята гірським плато, що тягнеться з півночі на південь і в середньому має висоту близько 800 метрів над рівнем моря. Над ним височать гори Хаурану такі як Джабал-ал-Дуруз (1839 метрів) та окремі вершини Голанських висот, Гіладу, Моаву (до 1250 метрів), Едому (до 1727 метрів). На північному сході плато відділяється від пустелі масивом Хаурану. Західні схили плато круто спускаються в Йорданську западину, місцями на 400 метрів нижче рівня моря. Річки та струмки впадають до Йордану чи Мертвого моря і течуть глибокими ущелинами які поділяють Трансйорданію на історичні регіони. Голан, Башан і частково Хауран між Гермоном і Ярмуком. Гілад — між Ярмуком і струмком Хешбон. Моав — між струмками Хешбон і Зеред. Едом — між Зередом та Акабською затокою. Плато Трансйорданії дещо вище за територію Ізраїлю на захід від річки Йордан, його клімат кращий, а опадів більше. Геологічна структура, ґрунти, рослинність обох цих регіонів схожі.

## Історія
Люди селилися в Трансйорданії з часів палеоліту. Починаючи з епохи ранньої бронзи осіле населення регіону кілька разів змінювалося кочівниками, які приходили з пустелі. Перший період осілості тривав приблизно з XXIII то XIX століття до нашої ери. В XIX—XIV століття поселення занепадають. За винятком міст Башану та декількох поселень в долині Йордану єгипетські тексти цього періоду не згадують міст Зайордання. Згадки про міста в Моаві з'являються лише в XIII столітті до нашої ери.
З біблійного опису меж Ханаану випливає, що Зайордання не вважалося його частиною. До приходу євреїв його заселяли семітські племена амонітян, моавитян та едомітян. Внаслідок перемоги над царем амореїв Сихоном ізраїльські племена заволоділи долиною Йордану, Гілеадом та частиною Моава. Ці землі були віддані колінам Рувима, Гада та половині коліна Манассії. Пізніше ці племена часом потрапляли під владу царів Аммона чи Моава, аж доки Давид не завоював усе Зайордання аж до Акабської затоки. Після розпаду давидового царства Гілеад, Аммо та Моав відійшли до Ізраїльського царства, а Едом до Юдеї. Надалі Башан та Голан потрапили під вплив сирійського Араму зі столицею в Дпамаску, а Гілеад майже безперервно залишався під владою ізраїльських царів. Аммон, Моав та Едом то ставали незалежними, то знову підкорювалися Ізраїлем чи Юдеєю, а після падіння Ізраїльського царства у 722 році до нашої ери продовжували існувати як васальні держави Ассирії. Депортація населення з Зайордання, головно з Гілеаду, ассирійцями відкрило шлях для вторгнень кочівників. Ця тенденція посилилася зі зруйнуванням Юдеї в 586 році до нашої ери. В роки перського панування (539—330 роки до нашої ери) кочівники остаточно витісняють в Негев та на південь Юдеї жителів Едому, асимілюють моавитян та амонітян і засновують власну набатейську державу. Єврейське населення зберігається чи знову з'являється в цей час в Гілеаді і в західному Аммоні, де в V-ІІ століттях до нашої ери править єврейська родина Тобіадів.
В часи еллінізму розпочався новий розквіт Трансйорданії, що тривав аж до арабського завоювання. Птолемеї та Селевкіди заснували на руїнах поселень часів ізраїльського царства кілька грецьких міст — Гадара, Абіла, Пелла, Гераса, та перетворили Раббат-Аммон на грецьке місто Філадельфію. В 198 році до нашої ери Зайордання остаточно перейшло від Птолемеїв до Селевкідів. В період Хасмонеїв Йонатан, Йоханан Гіркан та Александр Яннай підкорили значну частину Зайордання — Башан, Гілеад, Перею (західний Аммон і північний Моав) та північний Едом. В 63 році до нашої ери Помпей відновив автономію грецьких міст залишивши євреям лише Перею. Прагнучи створити основу римського панування в регіоні він заснував Декаполіс — спілку грецьких міст Зайордання куди входила також Філадельфія. З часів Ірода І і до падіння Юдеї в 70 році нашої ери Трансйорданія, окрім Декаполісу, входило до її складу чи до складу сусідніх територій.
Під час Юдейської війни місцеве єврейське населення активно брало участь в боротьбі з римлянами і довго тримало фортеці Гамалу (Гамлу)в Голані та Махерус (Міхру) в Переї. В 106 році до нашої ери Траян приєднав до імперії Набатейське царство. Міста Медва (Медаба), Хешбон (Есбус), Раббат-Моав (Ареополіс), Кір-Харесет (Харахмоба), Філадельфія, Гераса і Петра стали частиною нової римської провінції Аравія. У ІІ століття нашої ери за правління Антонінів була прокладена дорога (Віа-Нова) від Ейлату до Басри, а міста Зайордання досягли вершини свого добробуту.
З 70 років нашої ери в Трансйорданії з'являються перші християни — в цей час християнська громада Єрусалима переселяється в Пеллу. У візантійські часи в усіх великих містах регіону будуються церкви та монастирі, а єпископи Зайордання беруть участь в церковних соборах. Наприкінці візантійських часів сюди починає посилюватися арабський вплив. В 630—636 роках Зайордання підкорили араби. Це завоювання поклало початок новому скороченню населення Трансйорданії. В епоху хрестових походів хрестоносцям вдалося підкорити Зайордання і навіть утворити тут власне князівство, влада якого поширювалася на деякі райони на схід від Йордану. За турків чисельність населення скоротилася до історичного мінімуму за усю цивілізовану історію регіону Більшу частину регіону населяли лише бедуїни, а влада султана була майже номінальною аж до XIX століття, коли турки заселили ці райони. Серед поселенців було багато біженців черкесів, які покинули батьківщину після російського завоювання. Черкесів поселили в районі Амману та в Джераші (Герасі).